# Гусман, Магда
Мария Магдалена Гусман Гарса исп. Maria Magdalena Guzmán Garza; 16 мая 1931, Сальтильо — 12 марта 2015, Мехико) — мексиканская актриса.

## Биография
Родилась 16 мая 1931 года (по другим данным — в 1928-м) в Сальтильо в семье журналиста Хесуса «Эль Боррадо» Гусмана и Пети Гарса. В семье были также братья и сёстры: Ана Мария, Бланка, Роберто «Флако», Сесар и Хесус. Повзрослев, Роберто «Флако» решил пойти по стопам своей сестры, он также стал актёром. В мексиканском кинематографе дебютировала в 1941 году, в возрасте десяти лет и снялась в фильме «Ночь молодожёнов», всего актриса снялась в 76 работах в кино и телесериалах. Он получил начальное образование в школе Мигеля Лопеса, расположенной в Салатильо, а в подростковом возрасте вместе с семьёй переехала в Мехико. Обучалась актерскому мастерству в INBA и Академии кинематографического искусства. С детства она проявила увлечение театру, в 1941 году она сыграла в своём первом спектакле «Жанна д’Арк у костра». .
В конце 1940-х годов ее кинокарьера начала набирать силу, снявшись в фильме 1948 года «Тарзан и русалки», где она сыграла вместе с актрисой Сильвией Дербес. В 1950-х годах она укрепила свои позиции актрисы, играя вместе с такими великими актёрами и актрисами, как Эрнесто Алонсо, Педро Армендарис-младший, Аугусто Бенедико, Сара Гарсия, Пруденсия Грифель, Педро Инфанте, Андрес Солер и Эктор Суарес. Она была одним из пионеров телевидения в Мексике — с 1958 года снималась в телесериалах. Помимо карьеры актрисы кино и телевидения, она отважилась сыграть в нескольких пьесах, среди которых выделяются: «Хугандо», «Хуэго», «Девичница донья Розита», «Клубные девчонки» и «Гарпии».
Среди наград за ее работу выделяются две номинации на премию «Ариэль» за лучшую женскую роль и лучшую женскую роль второго плана в фильмах «Сомнение» (1954) и «Жизнь не стоит ничего» (1955) соответственно. Кроме того, она была номинирована 4 раза на премию TVyNovelas, в которой дважды победила, обе в категории «Лучшая женская роль» в телесериалах «Никто кроме тебя» (1985) и «Чтобы вновь любить» (2010).
Скончалась 12 марта 2015 года в Мехико от инфаркта миокарда.

## Личная жизнь
Магда Гусман была замужем дважды:
- Первым супругом являлся театральный режиссёр Хулиан Дюпре. В этом браке родилась дочь Карина Дюпре, актриса и режиссёр, которая затем родила внучку Магду Карина, также ставшую актрисой. Брак закончился разводом.
- Вторым супругом являлся актёр Федерико Фалькон (настоящая фамилия — дель Кастильо)[5], за которого актриса вышла замуж в 1970 году. В этом браке родились Карлос, Мирта и Херардо, которые в свою очередь подарили несколько внуков. Брак кончился в 1980 году в связи со смертью актёра.

## Фильмы
- 1941 — Noche de recien casados
- 1948 — Тарзан и русалки
- 1950 — Gemma
- 1951 — Muchachas de Uniforme
- 1953 — Не забывай жить
- 1954 — Сомнение
- 1955 — Frente al pecado de ayer
- 1955 — Жизнь не стоит ничего
- 1956 — Росальба
- 1961 — En busca de la muerte
- 2005 — Club eutanasia
- 2007 — Sirenas de fondo

## Теленовеллы
- 1958 — Más allá de la angustia
- 1960 — El hombre de oro
- 1960 — Dos caras tiene el destino
- 1960 — Грехи любви
- 1961 — Las gemelas
- 1961 — Marianela
- 1962 — La actriz
- 1963 — El secreto
- 1970 — La gata — Летисия
- 1970 — Есения
- 1970 — Magdalena
- 1971 — Mistres amores — Консуэло
- 1985 — Никто, кроме тебя — Виктория Ломбардо
- 1987 — Lista negra
- 1987 — El cristal empanado
- 1987 — Дикая Роза — Томаса
- 1991 — Valeria y Maximiliano — Эухения Ландеро
- 1996 — Te sigo amanda — Офелия
- 1998 — Vivir por Elena
- 1998 — Узурпаторша — Фиделина
- 1998 — Узурпаторша 2 — Фиделина
- 1999 — Infierno en el Paraiso — Нанда
- 2000 — Mi destino eres tu
- 2001 — Sin pecado concebido — Эва Сантана
- 2005 — Рассвет — хозяйка
- 2007 — Tormento en el Paraiso — Иоланда
- 2008 — En nombre del amor — Руфина

## Награды и номинации
- В 1955 году номинировалась на премию Silver Ariel за роль в фильме «Сомнение» (1954)
- В 1956 году номинировалась на премию Silver Ariel за роль в фильме «Жизнь не стоит ничего» (1955)
- В 1988 году получила премию TVyNovelas как лучшая актриса второго плана за роль Томасы в сериале «Дикая Роза»
- В 1997 году получила премию TVyNovelas как лучшая актриса второго плана за роль в сериале «Я по-прежнему люблю тебя»